# 15 Lacertae
Désignations
15 Lacertae (en abrégé 15 Lac) est une étoile géante de cinquième magnitude de la constellation boréale du Lézard. D'après la mesure de sa parallaxe annuelle par le satellite Gaia, elle est distante d'environ ∼ 351 a.l. (∼ 108 pc) de la Terre. L'étoile se rapproche du Système solaire à une vitesse radiale de −19 km/s. Sa magnitude absolue est de −0,04
15 Lacertae est une étoile géante rouge de type spectral M0 III. L'hydrogène étant épuisé dans son noyau, l'étoile s'est refroidie et s'est dilatée jusqu'à ce que son rayon devienne 37 fois plus grand que le rayon solaire. Elle est environ 295 fois plus lumineuse que le Soleil et sa température de surface est de 3 915 K. C'est une étoile variable irrégulière à longue période de sous-type LB dont la magnitude apparente varie entre 4,91 et 5,00.
15 Lacertae possède plusieurs compagnons recensés dans les catalogues d'étoiles doubles. Le plus proche d'entre eux, désigné 15 Lac B, a été découvert par l'astronome américain Sherburne Wesley Burnham en 1888. Il s'agit d'une étoile de magnitude 11,9 qui est située à une distance angulaire de 23,6 secondes d'arc et à un angle de position de 159° de l'étoile primaire en 2014. Bien que les deux étoiles aient pu être considérées comme étant physiquement liées, constituant une véritable binaire, les données astrométriques du satellite Gaia montrent que le compagnon est situé beaucoup plus loin[Combien ?] de la Terre que 15 Lacertae et qu'il ne partage pas son mouvement propre.